# سیرکوئیت سیتی
سیرکوئیت سیتی (انگلیسی: Circuit City) یک خرده‌فروشی آمریکایی بزرگ در زمینهٔ لوازم الکترونیکی مصرفی بود که برای دهه‌ها یکی از مهم‌ترین و شناخته‌شده‌ترین فروشگاه‌های زنجیره‌ای ایالات متحده به‌شمار می‌رفت. این شرکت در سال ۱۹۴۹ با نام اصلی "Wards Company" در شهر ریچموند ایالت ویرجینیا تأسیس شد و بعدها به سیرکوئیت سیتی تغییر نام داد.
سیرکوئیت سیتی یکی از نخستین فروشگاه‌های زنجیره‌ای بود که در مقیاس وسیع به فروش تلویزیون، دستگاه‌های پخش، سیستم‌های صوتی، رایانه، تلفن همراه، لوازم جانبی دیجیتال و نرم‌افزار پرداخت. این شرکت در دهه‌های ۱۹۸۰ و ۱۹۹۰ رشد چشمگیری داشت و در اوج موفقیت خود بیش از ۷۰۰ فروشگاه در سراسر آمریکا و کانادا اداره می‌کرد.
یکی از ویژگی‌های متمایز سیرکوئیت سیتی مدل فروش مبتنی بر مشاوره‌های تخصصی بود؛ فروشندگانی که اطلاعات فنی داشتند و مشتریان را در خرید یاری می‌دادند. اما در اواخر دههٔ ۱۹۹۰، با ظهور رقابت شدید از سوی شرکت‌هایی مانند «بست بای» و در نهایت آمازون، و همچنین تصمیمات اشتباه مدیریتی (مانند اخراج دسته‌جمعی فروشندگان با تجربه به‌منظور کاهش هزینه‌ها)، سیرکوئیت سیتی به‌تدریج از بازار عقب افتاد.
با وجود تلاش برای بازسازی و تغییر مدل کسب‌وکار، از جمله راه‌اندازی فروشگاه‌های جدید و توسعهٔ فروش اینترنتی، وضعیت مالی شرکت رو به وخامت گذاشت. در نوامبر ۲۰۰۸، سیرکوئیت سیتی اعلام ورشکستگی کرد و در ژانویه ۲۰۰۹ تصمیم گرفت تمام فروشگاه‌های خود را ببندد. این تصمیم منجر به بیکاری حدود ۳۴٬۰۰۰ نفر شد.
پس از ورشکستگی، دارایی‌های معنوی و برند تجاری سیرکوئیت سیتی توسط شرکت سیستمکس (مالک تایگردایرکت) خریداری شد و برای مدتی به‌صورت فروشگاه آنلاین فعالیت خود را ادامه داد، اما در نهایت در سال ۲۰۱۲ این برند نیز کنار گذاشته شد.
سیرکوئیت سیتی به‌عنوان یکی از نمونه‌های مهم در تاریخ خرده‌فروشی آمریکا شناخته می‌شود که سقوط آن نشانه‌ای از گذار بازار از فروشگاه‌های فیزیکی به تجارت الکترونیک و اهمیت تصمیم‌گیری‌های مدیریتی در عصر رقابت دیجیتال بود.